# Шервуд-Контент
Шервуд-Контент (англ. Sherwood Content) — маленький город в округе Трилони, графстве Корнуолл, на Ямайке. Он расположен близ северного побережья Ямайки в 15 километрах к югу от Карибского моря. Город объединил в себе две соседние деревни: Шервуд и Контент.

## Экономика
Здесь есть почтовое отделение, начальная школа, баптистская церковь и оздоровительный центр. 

## Известные уроженцы
Усэйн Болт (род. 21 августа 1986 года) — ямайский спринтер, 8-кратный олимпийский чемпион и 11-кратный чемпион мира.